# Monastère de Strahov
Le monastère de Strahov, situé à Prague, est l'un des plus anciens monastères de la République tchèque. Il abrite notamment une célèbre bibliothèque baroque.

## Histoire

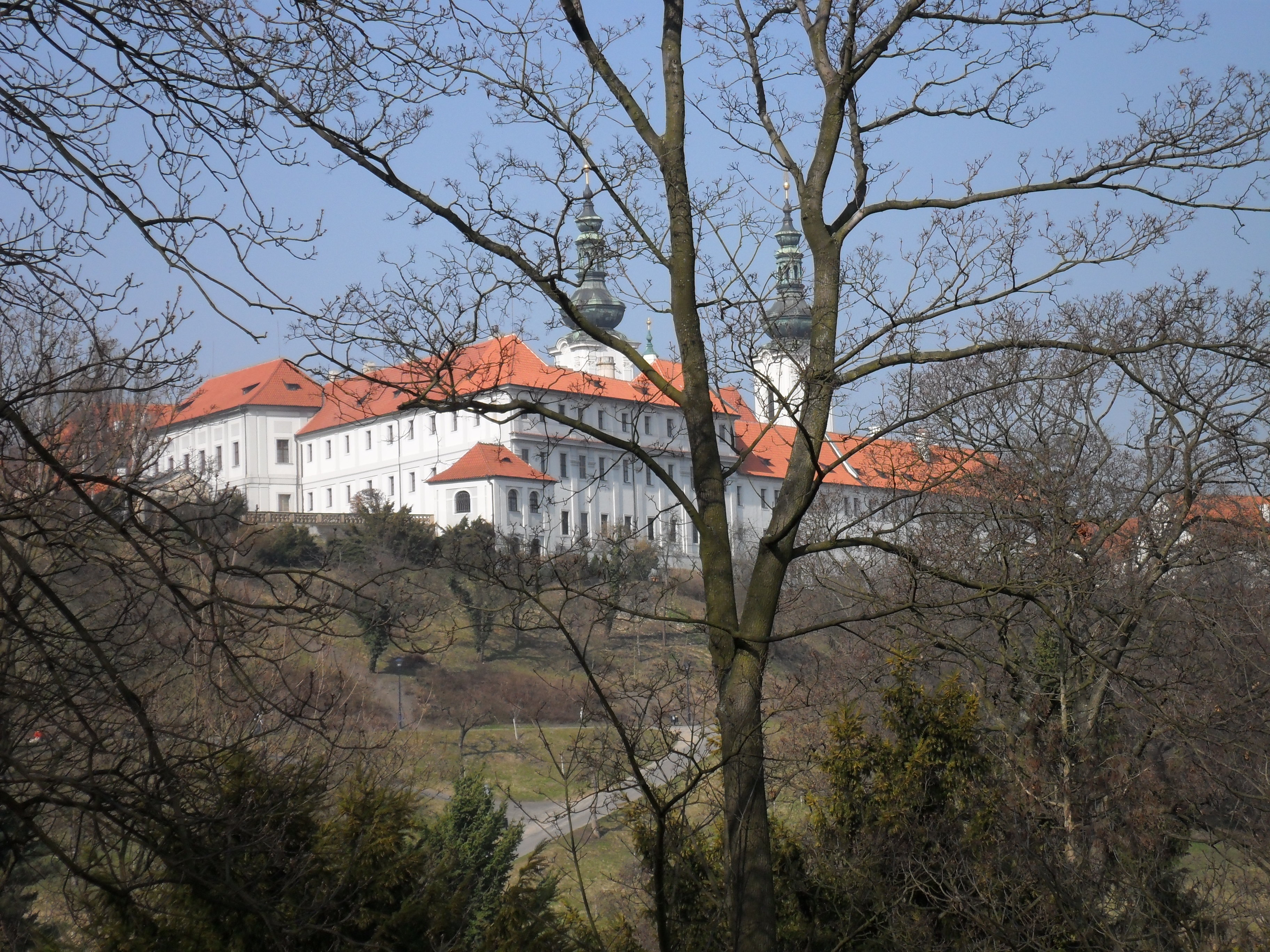
Vue sur le monastère depuis le parc de Petřín, au sud.

Le monastère a été fondé en 1140 par Vladislav II et l'ordre des Prémontrés. L’église abrite la dépouille de saint Norbert, fondateur de l’ordre.
Détruit par le feu en 1258 et reconstruit dans le style gothique, le couvent de Strahov connut un important remaniement baroque au XVIIe siècle qui lui donna l'essentiel de son aspect actuel.
Sa célèbre bibliothèque, vieille de plus de huit cents ans, reste une des plus importantes de Bohême malgré les pillages effectués par bien des envahisseurs. Elle renferme des manuscrits enluminés, des cartes, des globes terrestres et célestes et des gravures du Moyen Âge.
La Salle de philosophie fut construite pour accueillir les livres du couvent de Louka, en Moravie, fermé en 1782. Les fresques du plafond, œuvre de Franz Maulbertsch, retracent l'évolution spirituelle de l'humanité.
La Salle de théologie, ornée de fresques exaltant l'amour du savoir, abrite des globes astronomiques réalisés au XVIIe siècle par Willem Blaeu.
La pinacothèque de Strahov comporte l'une des plus importantes collections conventuelles de peintures médiévales.
En 1783, la transformation du monastère en institut de recherche permit d'éviter qu'il soit fermé par Joseph II.
Depuis 1953, le Musée national de la littérature tchèque siège dans les bâtiments du monastère de Strahov.
Des expositions sont organisées dans les salles romanes et dans le réfectoire d'été.
Le monastère est toujours un monastère de Prémontrés. Ceux-ci produisent une bière locale dans la brasserie du couvent.

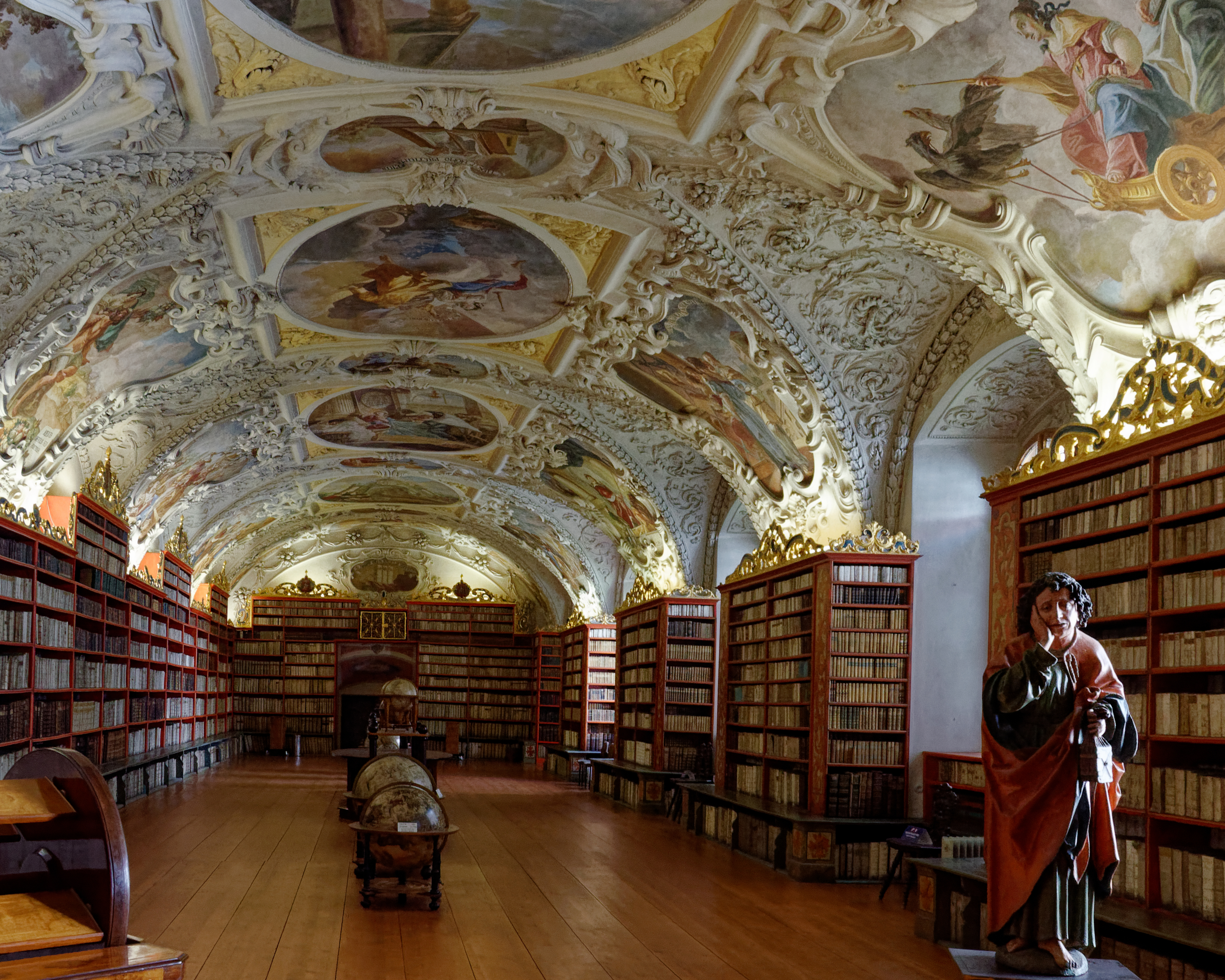
Salle de théologie
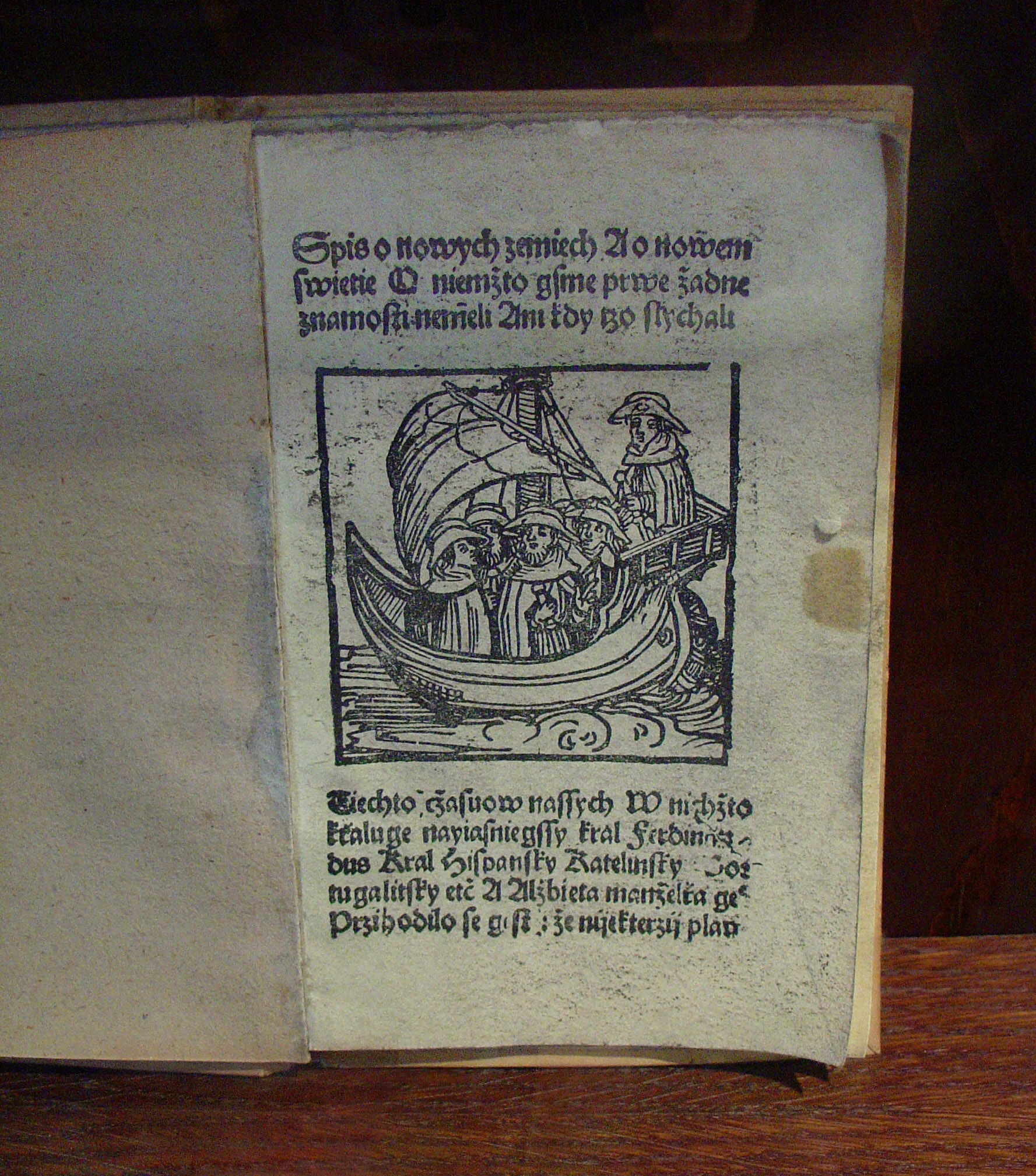
Le livre des nouvelles terres. Imprimé par Mikiláš Bakalář en 1506 à Pilsen
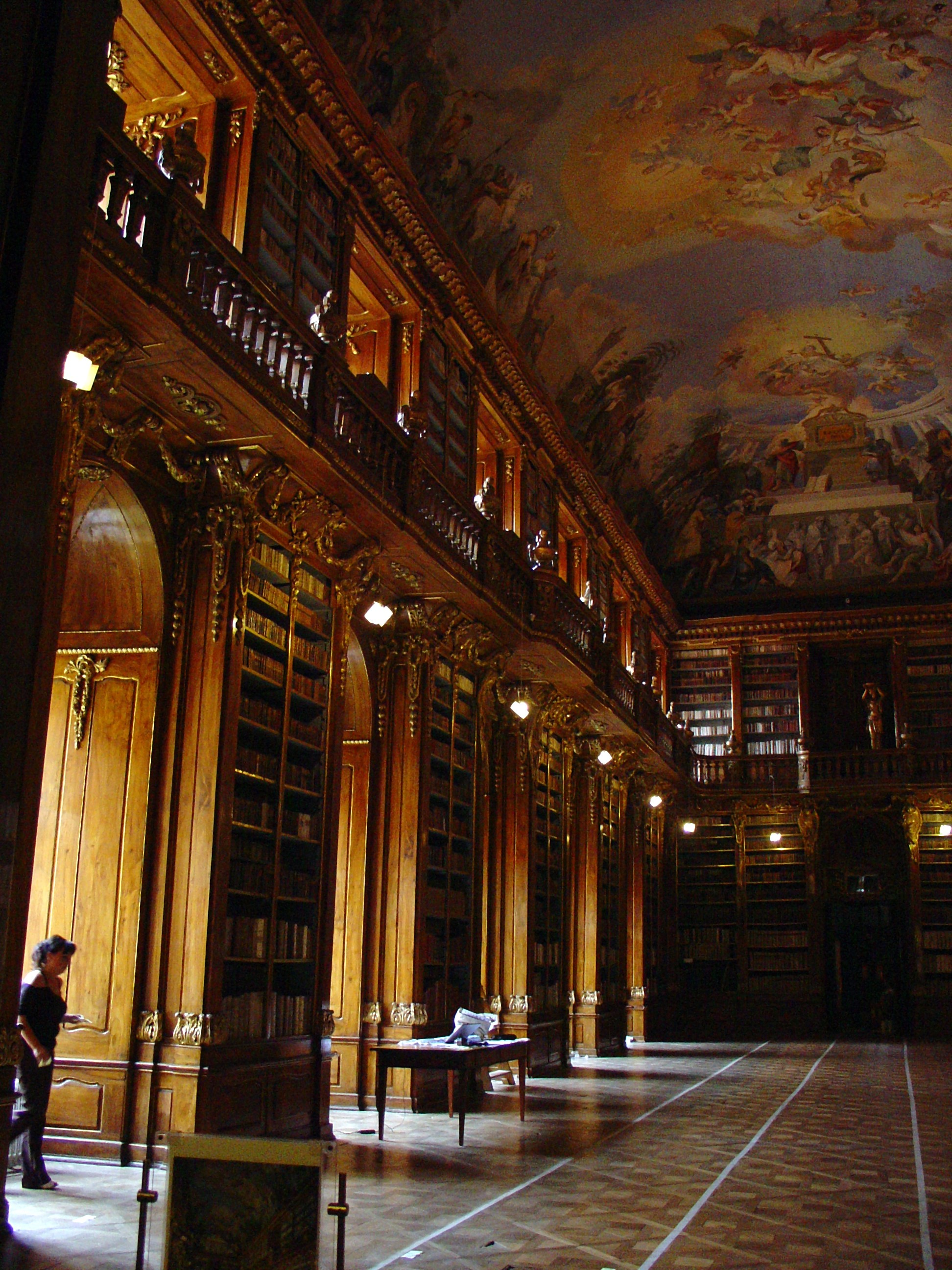
Salle de philosophie

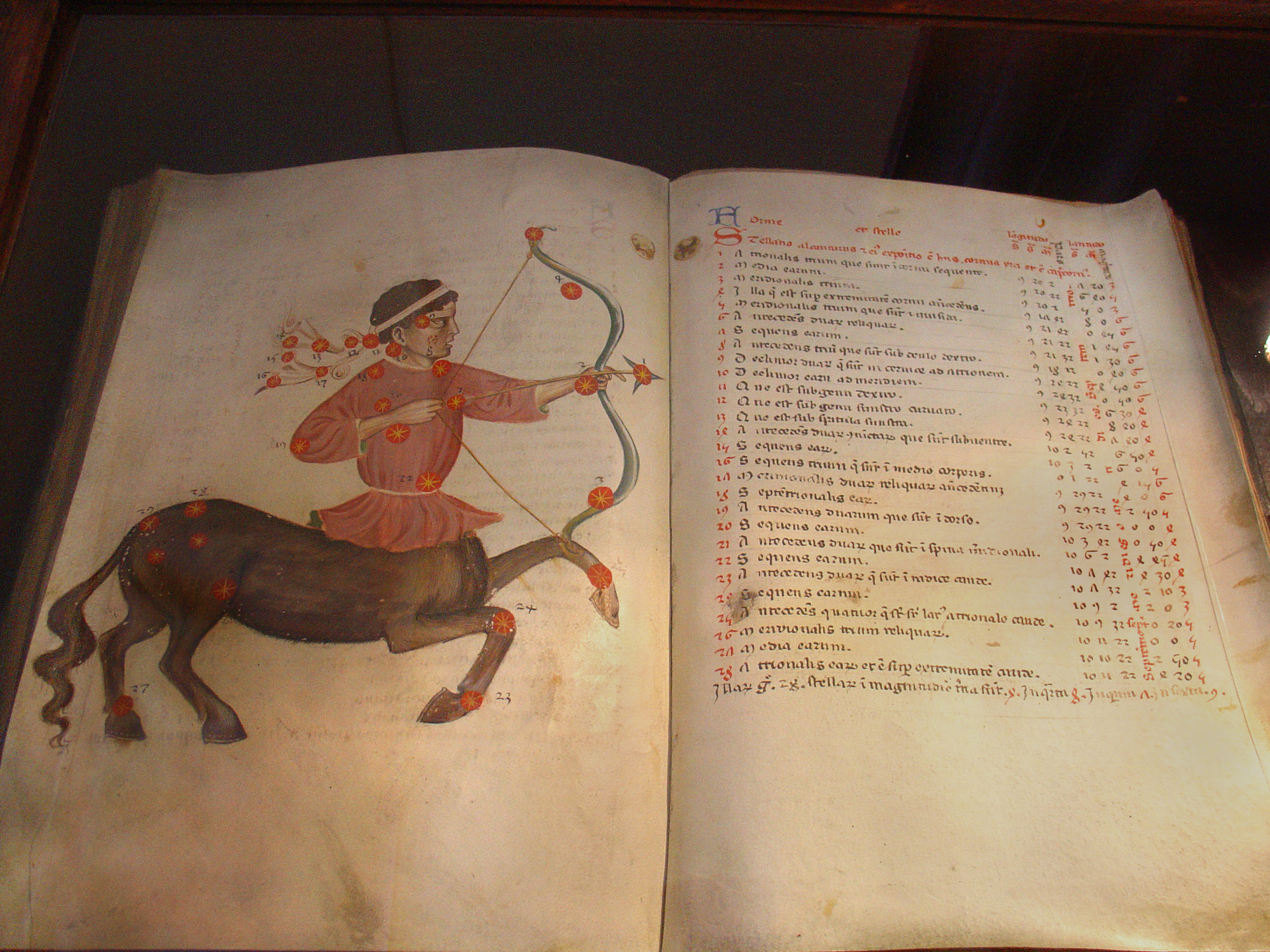
Atlas astronomique dit d'Al Sufi. Milieu du XIVe siècle
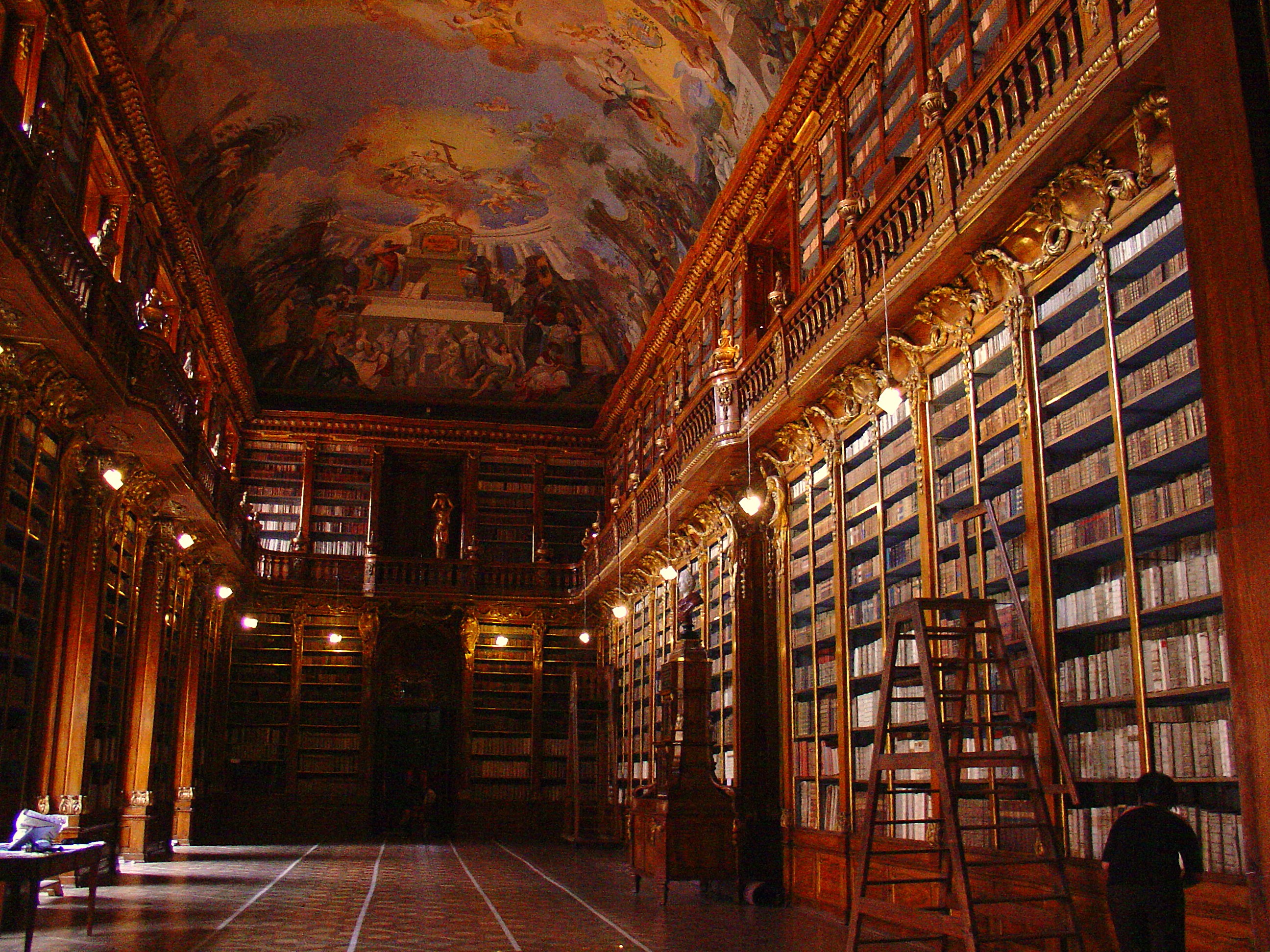
Salle de philosophie
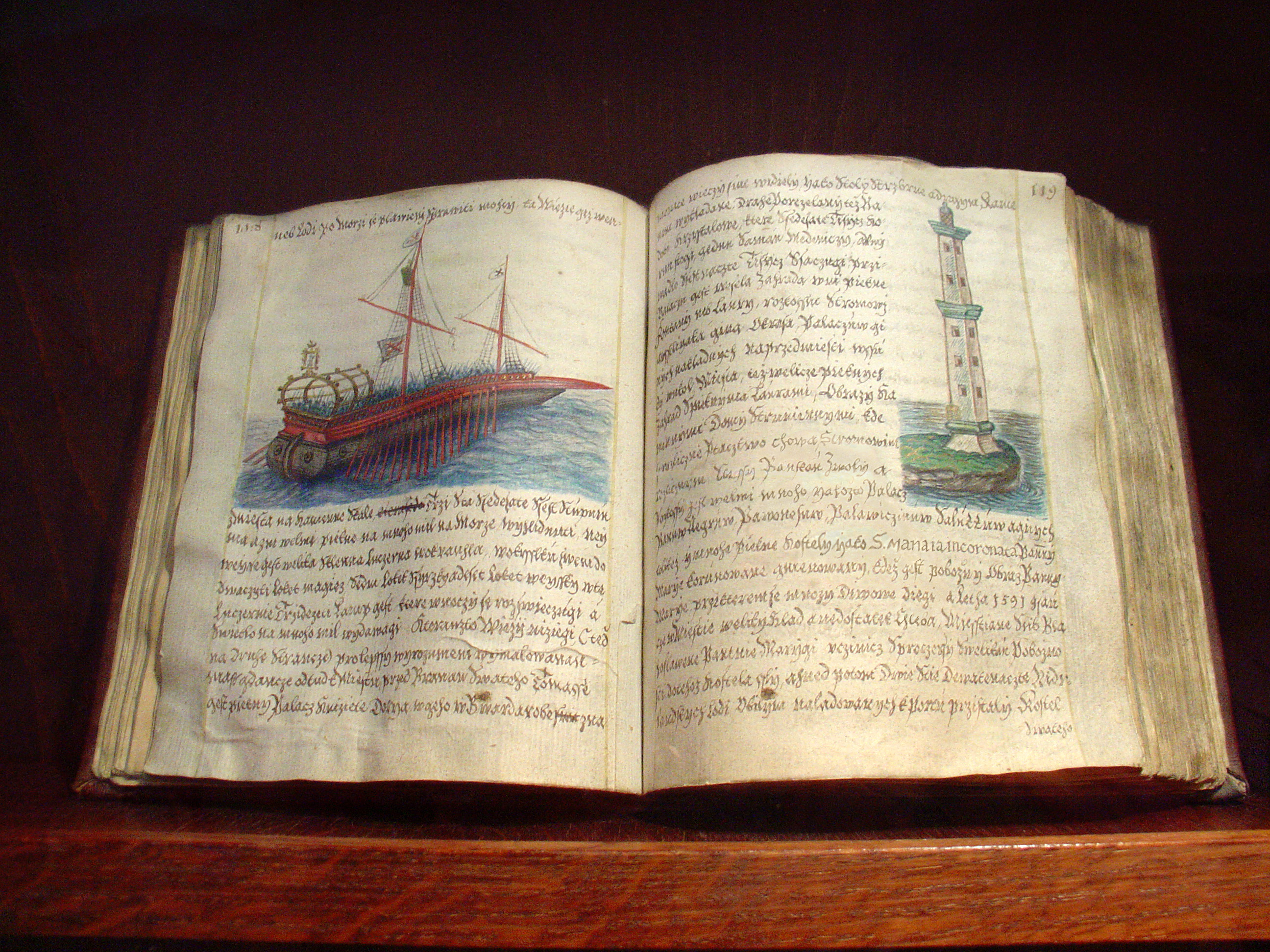
Récit de voyage de Friedrich von Donin. Début du XVIIe siècle
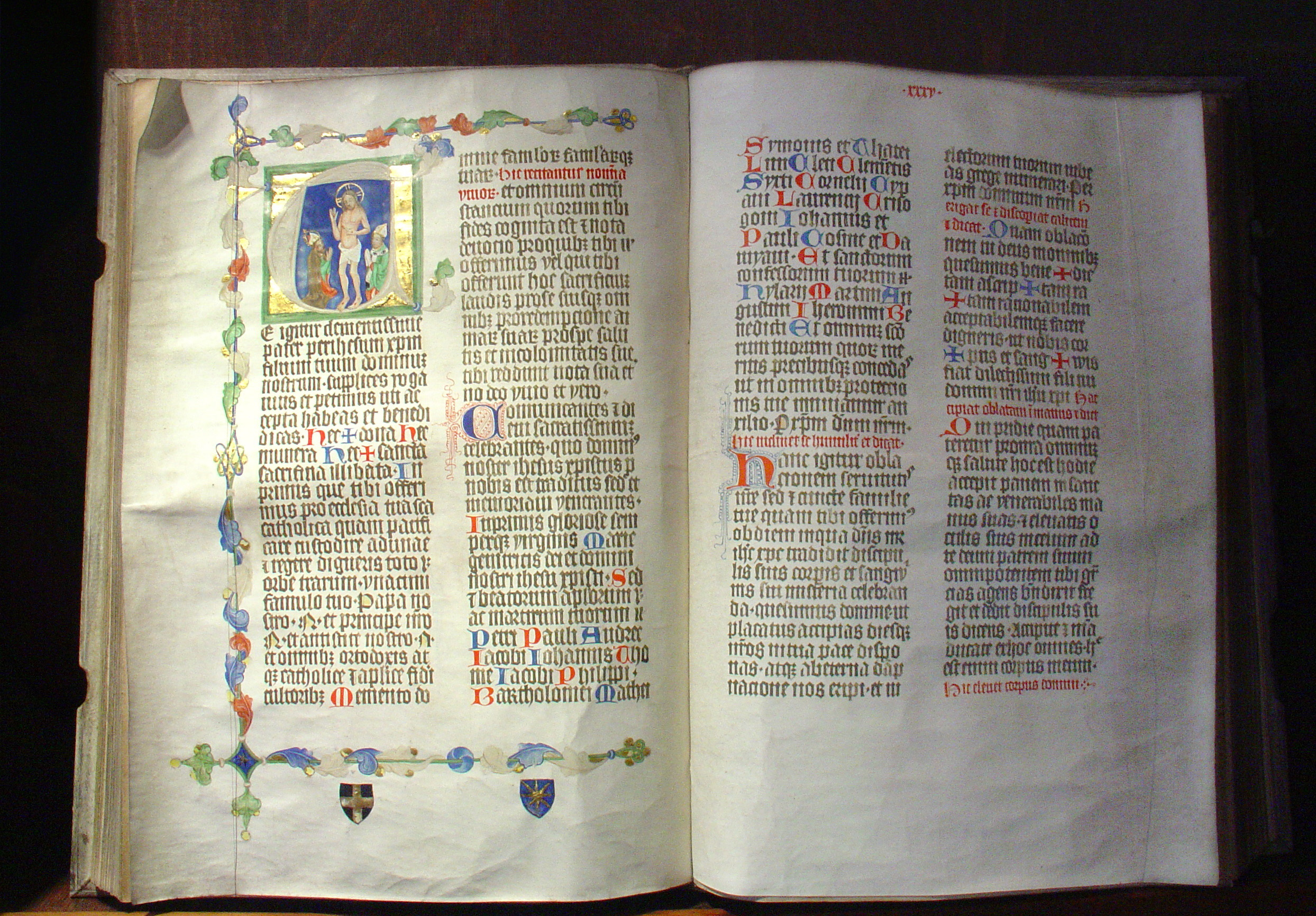
Pontifical (Liber Pontificalis) d'Albert de Sternberg, 1376
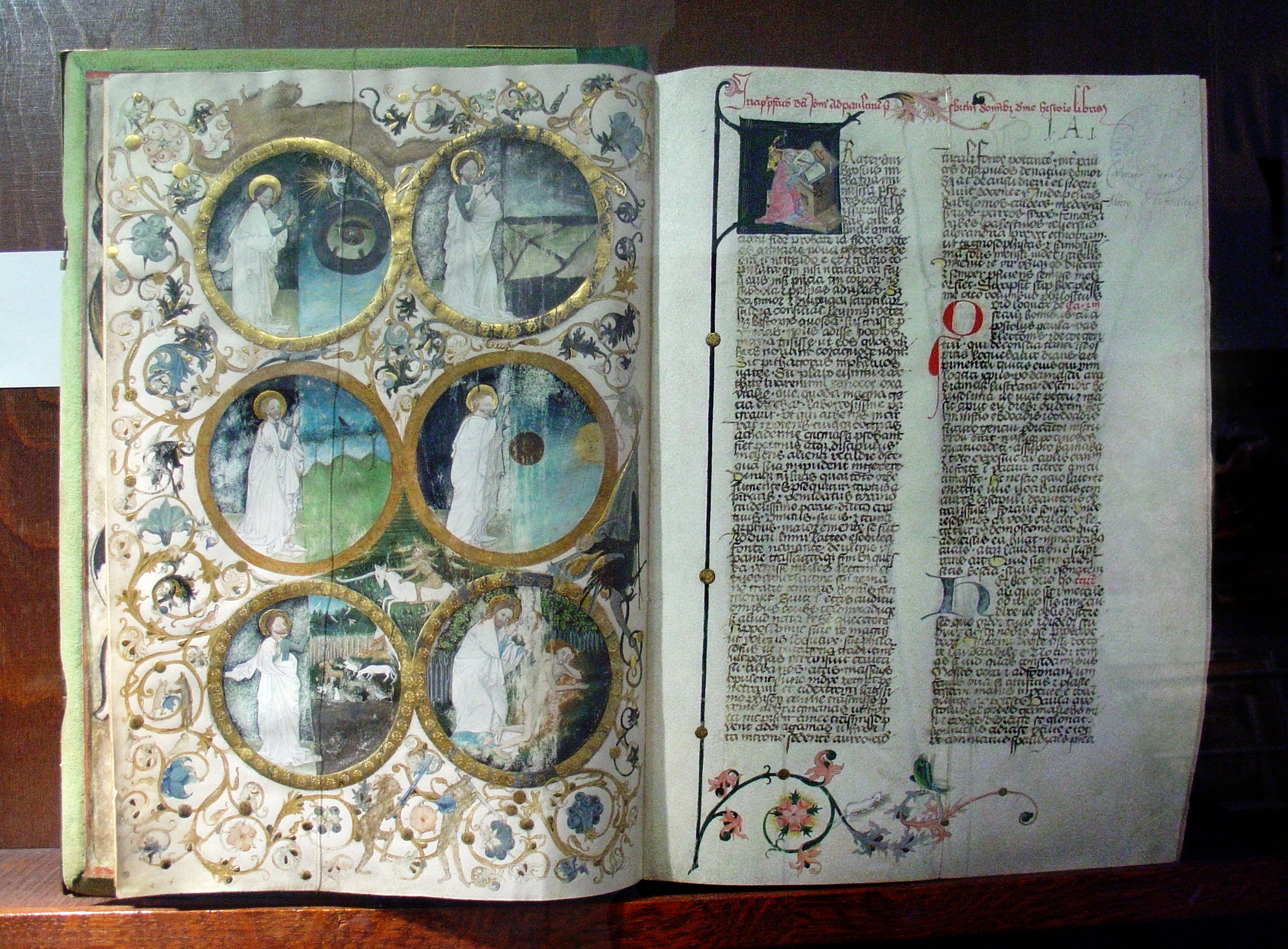
Bible de JAN DE ŠELMBERK, 1440

## Architecture

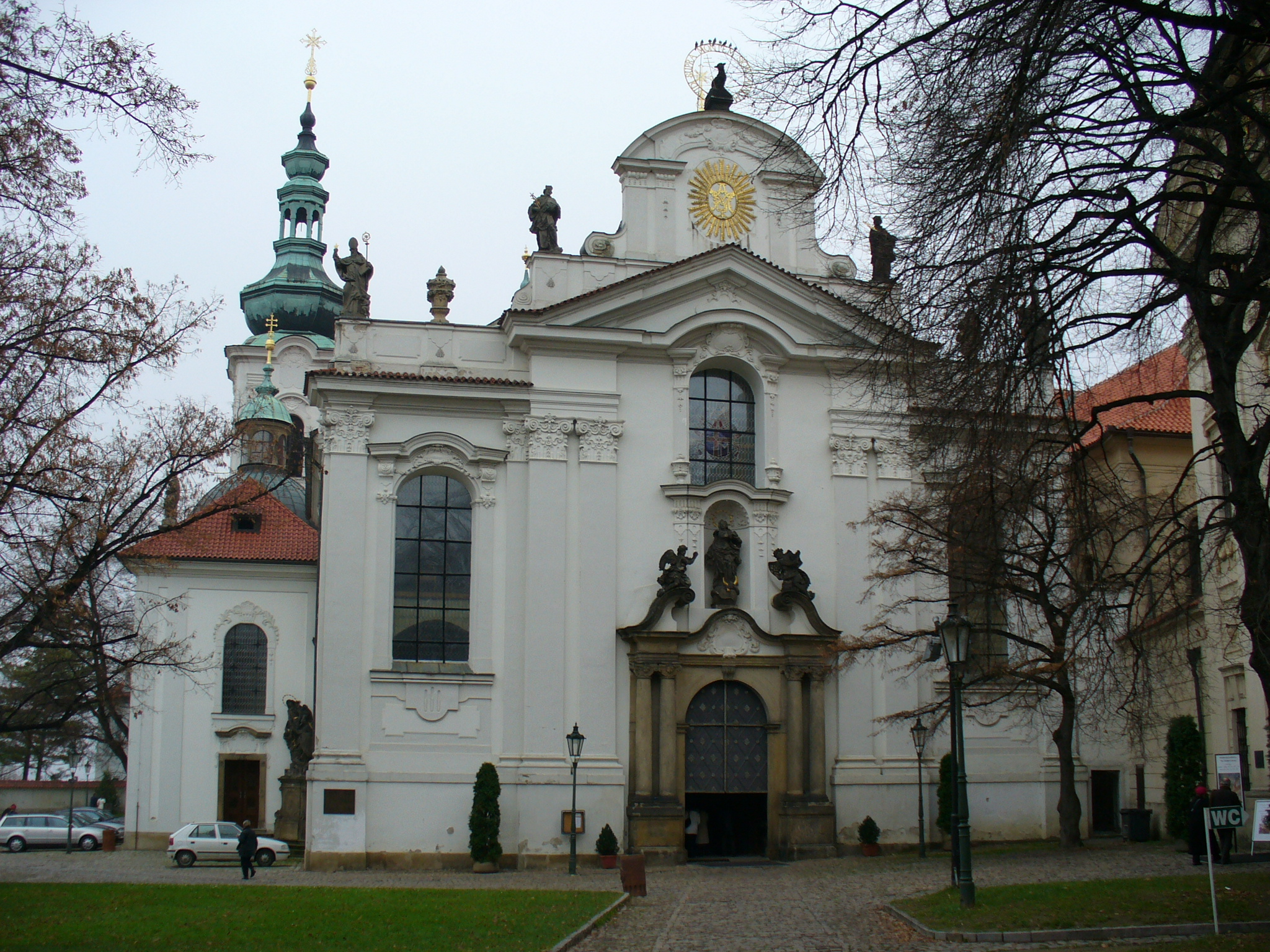
Façade ouest de l'église. Johann Antonn Quitainer réalisa ses statues baroques à l'occasion de son remaniement en 1758

L’église abbatiale Notre-Dame de l’Assomption fut d'abord une basilique romane, l'une des plus anciennes d'Europe. Elle a été remaniée à plusieurs reprises à l'époque gothique et à la Renaissance.
Son aspect baroque actuel date d'une rénovation menée de 1743 à 1752 par Anselmo Lurago. Le Grand jardin de Strahov fait partie du complexe et est ouvert au public. 